# Дилювий
Дилю́вий (от лат. diluvium — «потоп, наводнение, паводок») — генетический тип рыхлых (несцементированных) континентальных отложений, возникавших в результате процессов аккумуляции осадков в каналах стока катастрофических паводков из ледниково-подпрудных озёр после прорывов ледниковых плотин в недавнем геологическом прошлом (окончание последней ледниковой эпохи, 11—15 тыс. до н. э.).

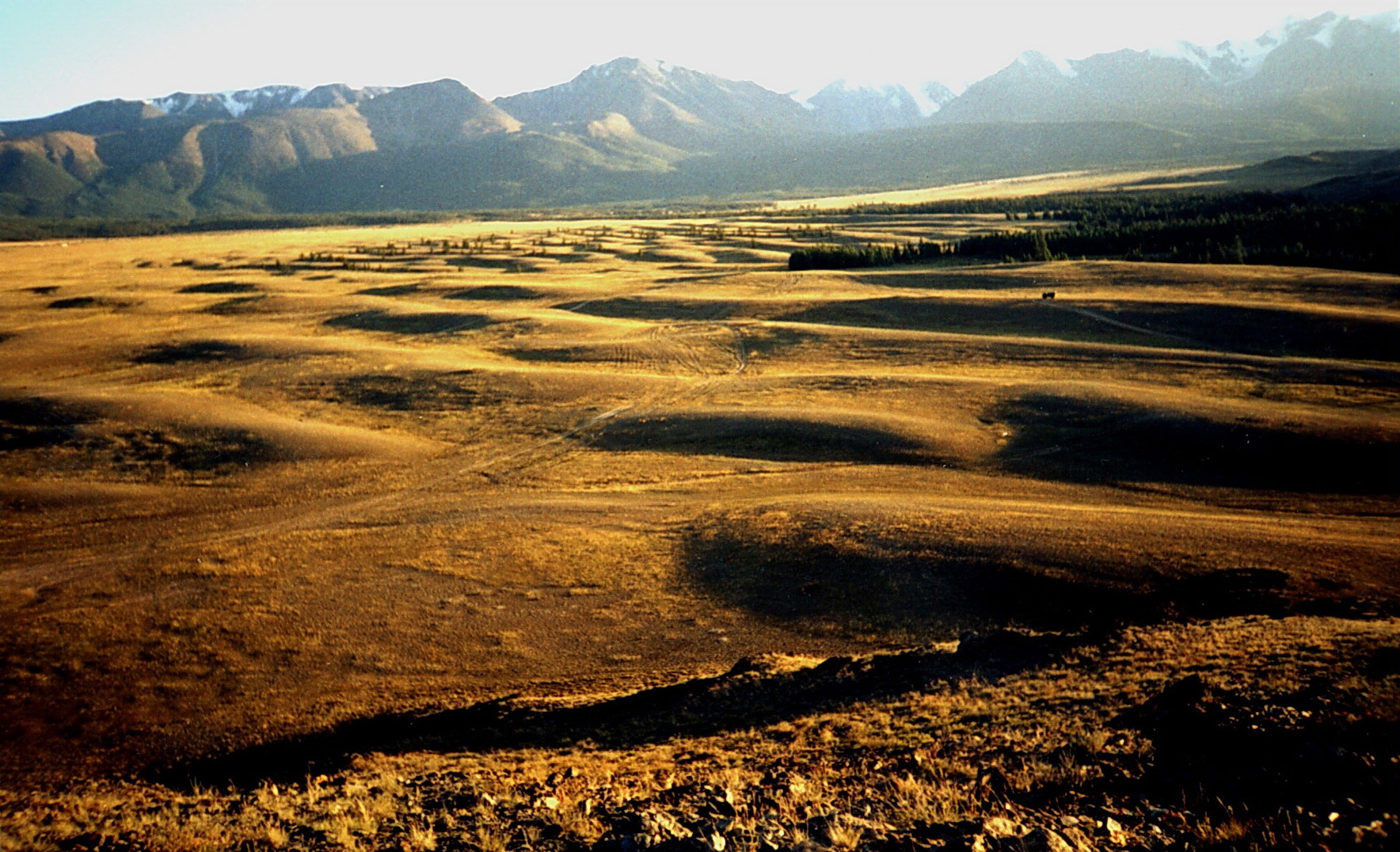
Поле гигантской ряби течения, Курайская впадина

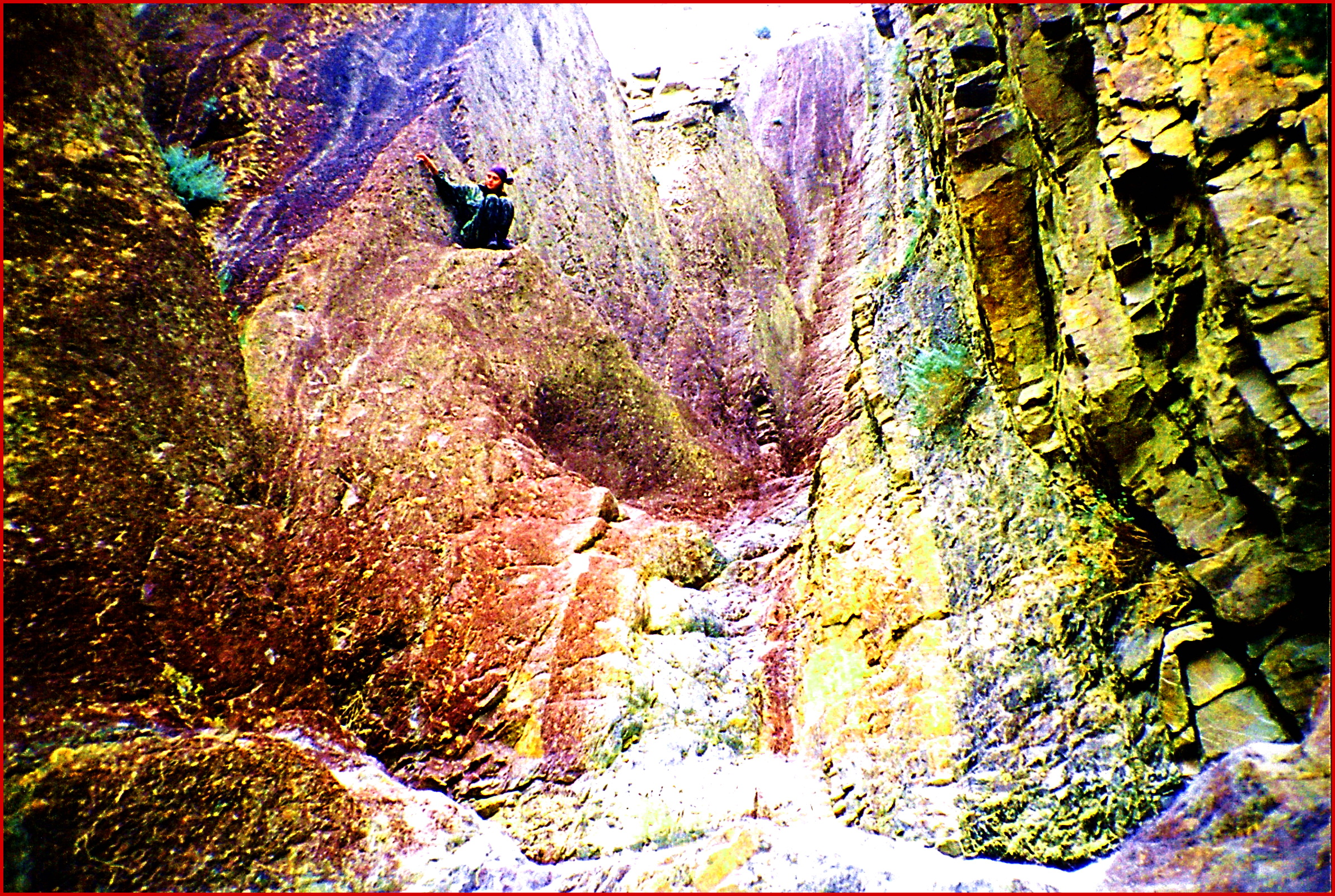
«Сухие водопады» — эворзионно-кавитационные котлы в долине р. Чаган-Узун на Алтае.

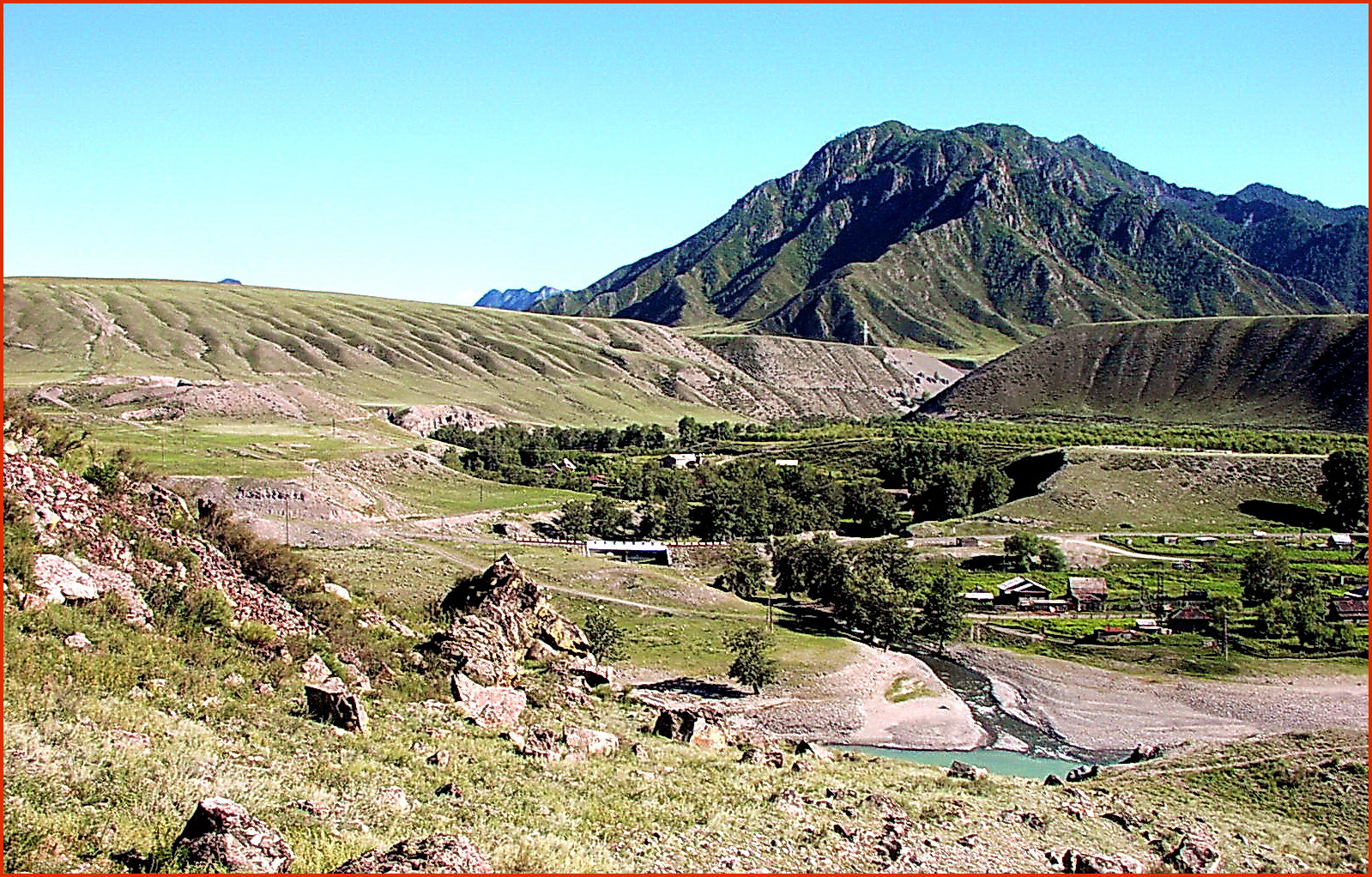
Дилювиальные валы («высокие террасы») в долине р. Катуни, в районе устья р. Малого Яломана, Горный Алтай.

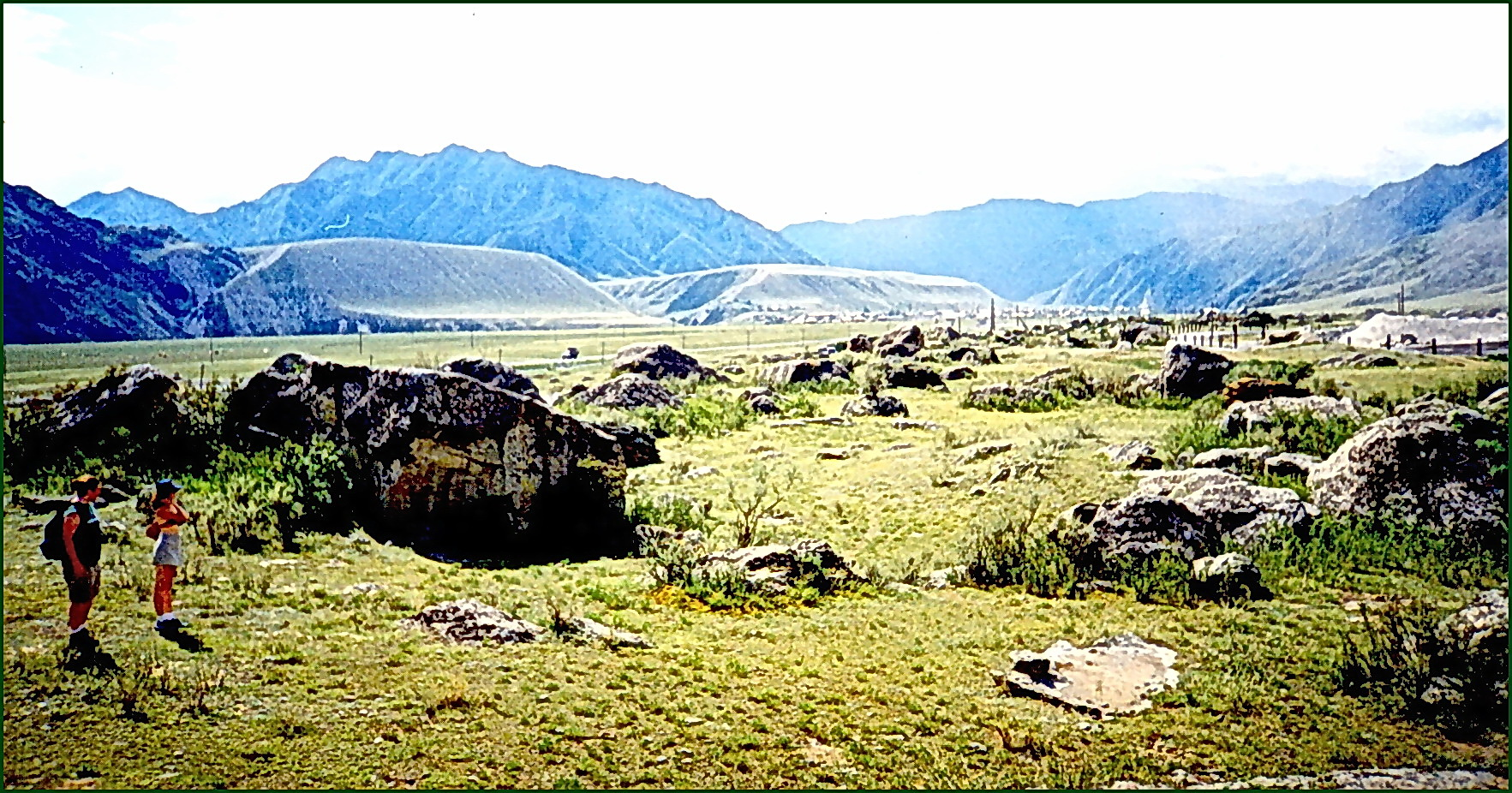
Дилювиальная берма («каменный сад») на поверхности условно 100-метровой левобережной террасы р. Катунь. На заднем плане — дилювиальные террасы в устье долины р. Иня, Горный Алтай.

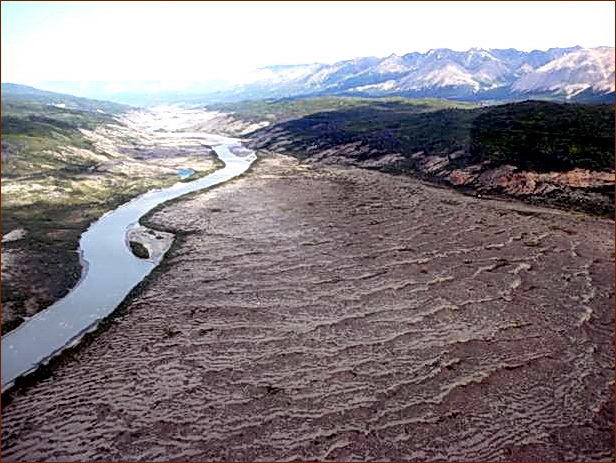
Современная гигантская рябь течения в ледниковой долине Алсек на Аляске.

Дилювиальные процессы, их причины, происхождение, механизмы и геологические результаты изучаются в рамках нескольких наук, в том числе — четвертичной геологии, литологии, геоморфологии, палеогидрологии, гляциологии и палеоклиматологии. Гидроклиматическая составляющая этих изысканий представляет основу четвертичной гляциогидрологии (палеогляциогидрологии).

## История
Первоначально термин «дилювий» был введён в 1823 году У. Баклендом и обозначал буквально библейский всемирный потоп. Позднее библейский контекст был этим термином утрачен, и он применялся в своём точном значении.
В некоторых странах, например, в Германии, термин «дилювиальный» употреблялся вплоть до 1950-х годов как синоним четвертичного периода (Ледниковый период).
Современное значение термина «дилювий» в начале 1980-х годов предложил российский геолог А. Н. Рудой.

## Формирование отложений
Дилювиальный поток изменял исходный рельеф геологически мгновенно, формируя новый, дилювиальный морфолитологический комплекс горных и равнинных скэблендов. Кроме деструктивных дилювиальных образований — гигантских каньонов-кули, эворзионных котлов, ванн, воронок, котловин высверливания (см. рис. 2) и других, возникали и аккумулятивные морфолитологические ассоциации, сложенные дилювием.
Среди них гигантские знаки ряби течения (см. рис. 1), дилювиальные валы-террасы (см. рис. 3) и дилювиальные бермы. Дилювий первых представлен преимущественно косослоистыми грубогалечнико-мелковалунными отложениями с крупным песком; дилювий вторых — хорошо промытыми, субгоризонально слоистыми дресвой, щебнем, гравелистым песком, куда «впаяны» без нарушения слоистости неокатанные эрратические валуны; дилювий третьих — «валунными мостовыми» и «каменными садами» (развалами огромных — до 12 м по длинной оси — глыб пёстрого петрографического состава) на поверхности аллювиальных и дилювиальных террас (рис. 4).

## Современное изучение
В настоящее время наиболее основательно изучен дилювий бассейнов верховий рек Енисея и верховья Оби, а также территория Чаннелд-Скаблендс в Северной Америке.
В 2000-х годах появились данные о дилювиальных отложениях и рельефе (гигантской ряби течения) в Долине Атабаски в районе марсианского Болота Цербера.